# Жеро VI (граф Арманьяк)
Жеро VI (фр. Géraud VI d'Armagnac; бл. 1235–1285) — граф Арманьяк і Фезансак в 1256—1285 роках, віконт Фезансаге в 1245—1285 роках. Вів запеклі війни проти графів Тулузи, потім сенешалів Лангедоку.

## Життєпис
Походив з Дому Фезансаге, гілки роду Ломань. Син Роже, віконта Фезансаге, та Пюсель д'Альбре. Народився близько 1235 року. Після смерті батька 1245 року успадкував віконтство. 1246 року виступив проти Маскарози I, претендуючи на Арманьяк і Фезансак. У 1249 році потрапив у полон до чоловіка останнього Арно III Одона. Незважаючи на тиск Раймунда VII, графа Тулузького, був звільнений лише за значний викуп. За час його перебування в полоні мати від імені Жеро принесла оммаж за Фезансаге Альфонсу де Пуатьє, новому графу Тулузи.
Невдовзі поновив війну проти Арно Одона та його доньки Маскарози II. 1255 року за посередництва віконта Гастона VII де Беарна замирився з ворогами в Мезені. Втім Арно III Одон спільно з зятем Еквітом IV де Шабане, графом Бігорру, почав війну проти Жеро де Фезансаге. Але 1256 року помирає Маскароза II і Жеро отримав графства Арманьяк і Фезансак.
Приніс оммаж англійському королю Генріху III, але відмовився принести оммаж Альфонсу де Пуатьє, оскільки вважав, що його мати вже зробила це. Водночас 1260 року оженився з представницею беарнської династії Монкада. У відповідь 1264 року війська останнього вдерлися до Фезансаку, що змусило Жеро VI особисто принести оммаж та сплатити штраф у 400 срібних ліврів. У 1268 році спробував підкорити Кондомуа, але наразився на спротив населення, яке звернулося по допомогу до тулузького графа Альфонса де Пуатьє. В результаті Жеро VI знову мусив сплатити штраф.
У 1272 або 1274 році відбувся конфлікт з Жеро де Казобоном, графом Гор, який не бажав приносити оммаж. Альфонс де Пуатьє виступив на боці останнього. При битві в місті Сен-Пюї загинув один з братів Жеро VI — Арно-Бернар або Роже. У відповідь Жеро VI вступив в союз з Роже Бернаром III, графом Фуа. Йому вдалося захопив СЕн-Пюї, який Жеро Казобон встиг передати королівському прево, оскільки 1274 року графство Тулузу успадкував французький король Філіпп III. У відповідь французьке військо атакувало Арманьяк. Жеро VI вимушен був підкоритися та сплатити штраф у 35 тис. ліврів.
Невдовзі Бернар д'Астарак, васал короля Франції, звів бастиду (укріплення) Паві неподалік від міста Ош, чим порушив права графа Жеро VI та містян Оша. Невдовзі ті вступили у конфлікт з Бернаром. Жеро VI відмовився відшкодувати збитки д'Астарак. У відповідь Есташ де Бомарше, сенешаль Лангедоку, рушив на Ош, де захопив у полон графа Арманьяка. Останнього було відправлено на північ Франції — до міста Перонн, де Жеро VI перебував до 1276 року.
Повернувшись, перейшов на бік Едуарда I, короля Англії. Помер 1285 року. Графства Арманьяк і Фезансак успадкував старший син Бернар VI.

## Родина
Дружина — Мате, донька Гастона VII Монкади, віконта Беарна.
Діти:
- Бернар (бл. 1270—1319), граф д'Арманьяк і де Фезансак
- Гастон (бл. 1275—1320), віконт Фезансаге, віконт Брюлуа
- Роже (д/н—1339), архієпископ Оша з 1318, граф-єпископ Лана
- Маркуа (бл. 1280 — бл. 1313), дружина Бернара VIII, графа Комменж
- Пюсель (бл. 1285—1298/ 1302)
- Маскароза (бл. 1285 — д/н), дружина Бернара де Ломань, сеньйора де Фірмакон